# Pismo epi-olmeckie

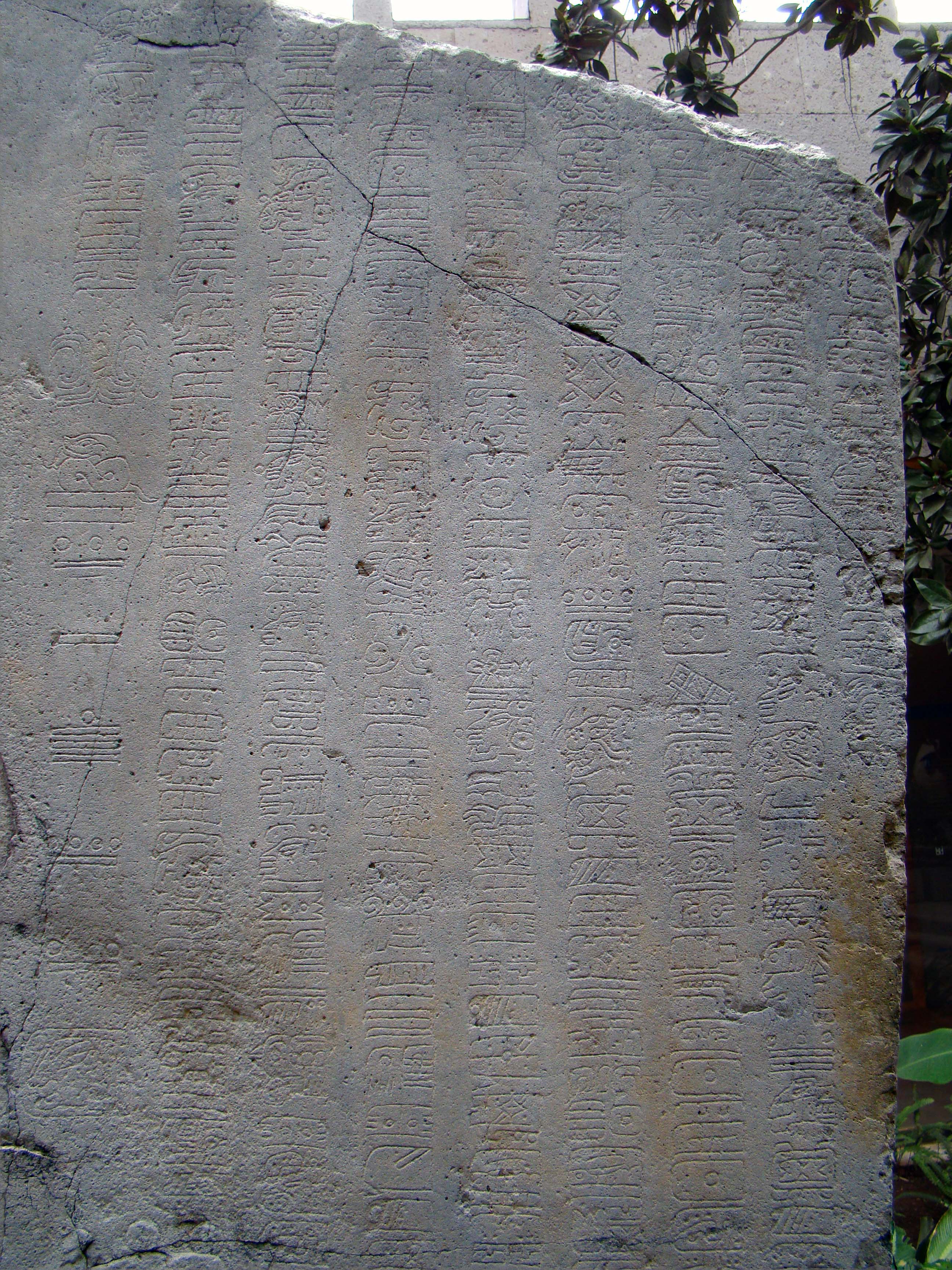
Detal ze steli 1 z La Mojarra pokazujący kolumny tekstu: środkowa i prawa zawiera epi-olmeckie glify, w lewej umieszczono cyfry, czyli datę 13 lipca 156 n.e. zapisaną w długiej rachubie

Pismo epi-olmeckie (także pismo z La Mojarra lub pismo z przesmyku Tehuantepec; ang. Isthmian script) – najwcześniejszy poświadczony przykład pisma wykorzystywanego w Mezoameryce, w rejonie tzw. przesmyku Tehuantepec pomiędzy ok. 500 rokiem p.n.e. a ok. 500 rokiem n.e.
Nazwa pisma epi-olmeckiego odnosi się do kultury epi-olmeckiej, z której wywodzą się zarówno starożytni Majowie, jak i ludy zamieszkujące pogranicze dzisiejszego Meksyku, Gwatemali i Belize po czasy współczesne. Nie jest pewne, do zapisu jakiego języka było wykorzystywane, choć autorzy jedynej jak dotąd próby odcyfrowania go zakładają, że był nim pre-proto-zoque, czyli poprzednik dzisiejszych języków mixe-zoque.
Pismo epi-olmeckie było pismem logosylabicznym i pod względem struktury przypomina późniejsze pismo Majów, podobnie jak ono wykorzystuje dwa osobne zestawy znaków (glifów): jeden dla oznaczenia logogramów lub morfemów, drugi do zapisu sylabicznego . Podobnie jak Majowie, jego użytkownicy korzystali z długiej rachuby do zapisu dat. Brak jest jednak bezpośrednich powiązań między tym systemem pisma a pismem innych kultur prekolumbijskich, takich jak pismo zapoteckie, misteckie czy azteckie.

## Znane teksty
W 2001 znanych było zaledwie kilkanaście tekstów zapisanych pismem epi-olmeckim, wszystkie odkryto w XX wieku. Zaledwie kilka z nich zawierało dłuższe, zachowane w dobrym stanie teksty zawierające więcej treści niż tylko dane kalendarzowe:
- Niewielka ilość glifów zdobiących fragment ceramiki znaleziony w Chiapa de Corzo[1]. Znalezisko uznawane jest za najstarszy przykład wykorzystania pisma epi-olmeckiego znany współcześnie, datowane jest na lata 450–300 p.n.e.[7]
- Stela 1 z La Mojarra (na ilustracji), najdłuższy z zachowanych tekstów i jeden z najdłuższych tekstów mezoamerykańskich epoki prekolumbijskiej w ogóle[8],
- Stela C z Tres Zapotes, składająca się z dwóch fragmentów przechowywanych w dwóch różnych muzeach[9],
- Stela 6 z Cerro de las Mesas oraz kilka niemal zatartych glifów na stelach 5., 8. i (prawdopodobnie) 15., również znalezionych w Cerro de las Mesas; stele znane były badaczom od lat 20. XX wieku, jednak pierwszą publikację na ich temat wydano dopiero w 1943[10];
- Statuetka z Tuxtli, najwcześniej opisane znalezisko, od którego zaczęło się zainteresowanie pismem wśród badaczy[11],
- tzw. maska w stylu Teotihuacán, zawierająca 104 glify; drugi pod względem długości tekst znany współcześnie[12],
- Około 23 glify na tzw. Masce O’Boyle’a, glinianym artefakcie o nieznanej proweniencji, znajdującym się w kolekcji prywatnej[13].

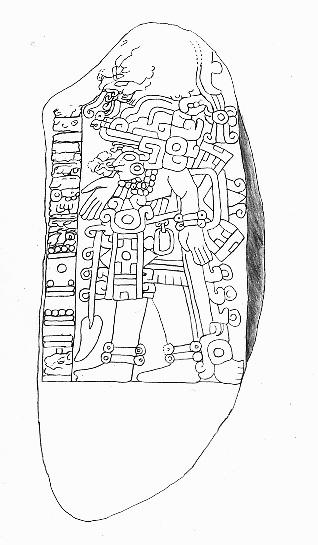
Odrys steli 6 z Cerro de las Mesas

Z pozostałych tekstów do współczesności zachowały się jedynie dane kalendarzowe, ewentualnie pojedyncze czytelne glify. Powiązanie innych z systemem pisma epi-olmeckiego nie jest jednoznacznie rozstrzygnięte, jak na przykład tzw. Steli Alvarado. Zachowało się także wiele rzeźb, których styl wskazuje na tradycję epi-olmecką, które jednak nie zawierają żadnych glifów tego pisma, jedynie pojedyncze (jak tzw. Stela z Tepetlaxco, na której widnieje ornament z pojedynczego glifu pisma epi-olmeckiego według niektórych badaczy będącego ideogramem oznaczającym gwiazdę), lub też ewentualne glify zostały zatarte przez czas. Do tej kategorii należą na przykład dwie stele z El Mesón, znaleziona tamże płyta z wizerunkiem władcy podobnym do tego ze steli 1 z La Mojarra, a także bazaltowa rzeźba kolumnowa przypominająca wizerunek ze Steli Alvarado.
Ikonografia znana z artefaktów jednoznacznie powiązanych z tradycją epi-olmecką pojawia się także m.in. na zdobionych ludzkich kościach udowych znalezionych w Chiapa de Corzo, na Pomniku 4 i Steli 3 z Cerro de las Mesas oraz na tzw. Kamieniu z Chapultepec, będącym w warstwie ikonograficznej niemal dokładną kopią Steli 5 z Cerro de las Mesas, którego tekst jednak nie przypomina glifów znanych ze Steli 1 z La Mojarra.
W sumie za jednoznacznie epi-olmeckie uznaje się zaledwie pięć do 10 inskrypcji zachowanych do współczesności, co stanowi dodatkową barierę utrudniającą rozszyfrowanie pisma. Dla porównania znanych tekstów pisanych pismem Majów jest około 10 tysięcy.

## Odczytanie
W opublikowanej w 1993 pracy John Justeson i Terrence Kaufman zaproponowali częściowe odczytanie pisma epi-olmeckiego ze steli z La Mojarra; ich zdaniem język pisma należał do gałęzi zoque w ramach rodziny językowej mixe-zoque .
Identyfikacja języka Steli 1 z La Mojarra z językami tej rodziny oparta została na wielu dowodach pośrednich, nie zawsze uznawanych przez innych badaczy. Autorzy uznali za prawdopodobne, że użytkownicy tych języków są potomkami ludów zamieszkujących te same tereny już w epoce pre-klasycznej; faktycznie wiele słów z języków mixe-zoque weszło do języków innych ludów Mezoameryki, których rozkwit przypada na późniejsze okresy (jak na przykład słowo pom, oznaczające kadzidło z żywicy kopal, a także kakawa, oznaczające kakao). Wielu badaczy uznaje, że także Olmekowie posługiwali się tym językiem i to oni mieliby być odpowiedzialni za rozprzestrzenienie się słów z ich języka w całej Ameryce Środkowej. Justeson i Kaufman założyli także, że po Olmekach ich ziemie zamieszkiwali ich potomkowie, którzy posługiwali się tym samym językiem. W 1997 ci sami autorzy stwierdzili, że nowo odkryty fragment tekstu zgadza się ze stworzoną przez nich wcześniej interpretacją .

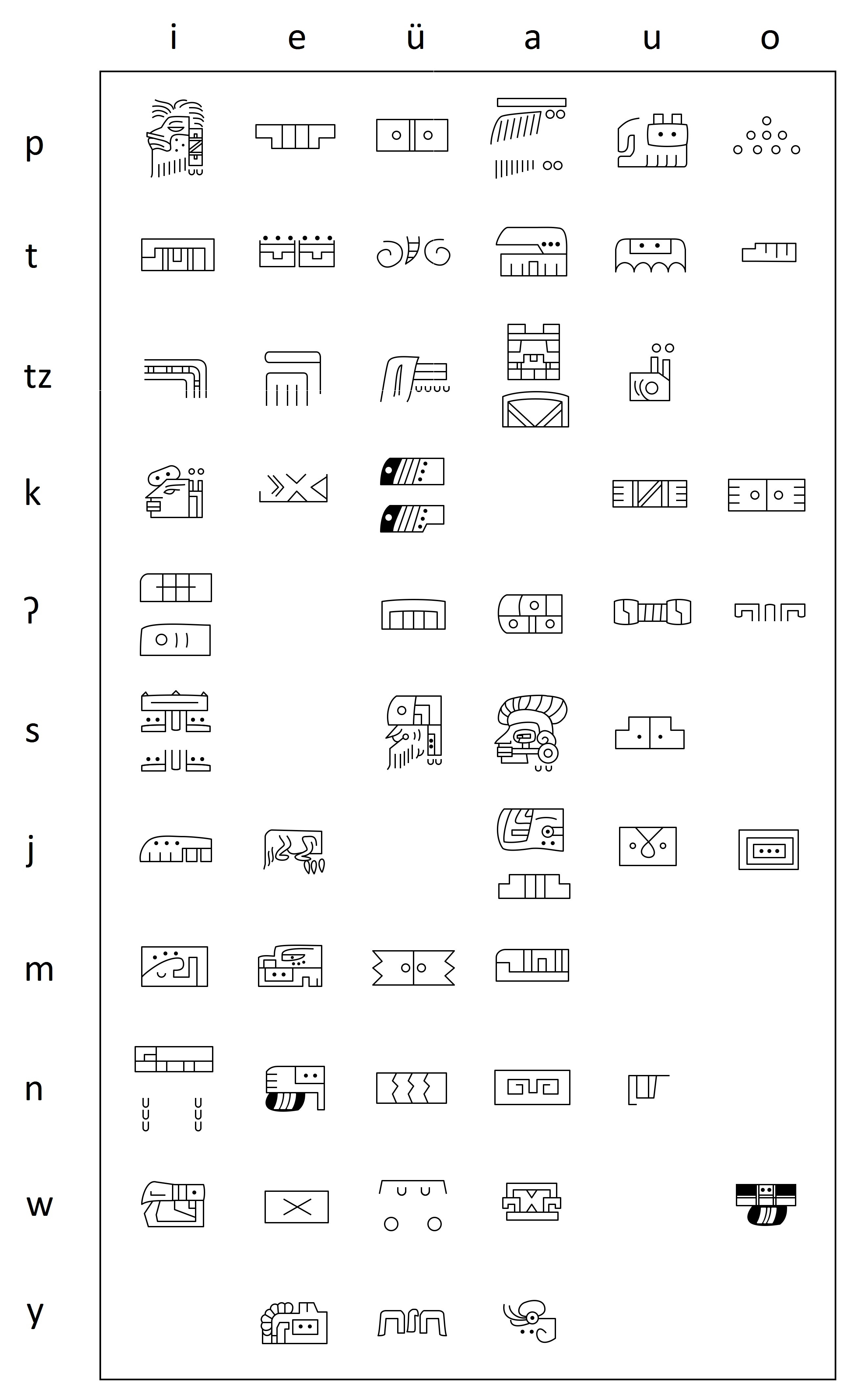
Sylabariusz epi-olmecki opracowany przez Kaufmana i Justesona

Zdaniem autorów pismo zawiera dwa zestawy znaków: jeden zawiera logogramy, drugi służy do zapisu fonetycznego sylab. Znaków typu drugiego miałoby być zapewne niewiele więcej niż 66, w większości miałyby symbolizować sylaby otwarte, czyli w tym kontekście sylabę złożoną z jednej spółgłoski i jednej samogłoski. Podobnie jak w przypadku pisma Majów, w piśmie epi-olmeckim odpowiednie zasady regulowały, które z dźwięków reprezentowanych przez poszczególny sylabogram miały pozostać nieme podczas lektury. Zdaniem Justesona i Kaufmana pismo zawierało także zestaw znaków oznaczających poszczególne części mowy. Za swoje badania nad tym systemem pisma w 2003 obaj uczeni zostali uhonorowani Stypendium Fundacji Pamięci Johna Guggenheima.
W rok później jednak wyniki ich prac zakwestionowali Stephen D. Houston i Michael D. Coe, którzy bezskutecznie próbowali zastosować metodę Justesona i Kaufmana do odczytania tekstu znalezionego na odwrocie wcześniej nieznanego artefaktu: maski w stylu Teotihuacan o nieznanej proweniencji, znajdującej się w rękach prywatnych.
Odszyfrowanie pisma epi-olmeckiego pozostaje kwestią sporną. W wydanej w 2008 roku książce Lost Languages (Utracone języki) Andrew Robinson uznaje metodę zaproponowaną przez Justesona i Kaufmana za nieudowodnioną i opartą na niekoniecznie pewnych fundamentach, a samo definitywne odczytanie pisma uznaje za możliwe jedynie wtedy, gdy odnalezione zostanie więcej tekstów równie rozbudowanych, co ten na steli z La Mojarra.